# Anekal
Anekal è una città dell'India di 33.160 abitanti, situata nel distretto di Bangalore Urbana, nello stato federato del Karnataka. In base al numero di abitanti la città rientra nella classe III (da 20.000 a 49.999 persone).

## Geografia fisica
La città è situata a 12° 41' 60 N e 77° 42' 0 E e ha un'altitudine di 914 m s.l.m..

## Società

### Evoluzione demografica
Al censimento del 2001 la popolazione di Anekal assommava a 33.160 persone, delle quali 17.205 maschi e 15.955 femmine. I bambini di età inferiore o uguale ai sei anni assommavano a 3.969, dei quali 2.037 maschi e 1.932 femmine. Infine, coloro che erano in grado di saper almeno leggere e scrivere erano 22.206, dei quali 12.507 maschi e 9.699 femmine.